# فرخ لؤلؤي
فرخ لؤلؤي (الاسم العلمي: Glaucosoma)، جنس أسماك بحرية من رتبة الفرخيات. موطنه الأصلي في مياه المحيط الهندي وفي جميع أنحاء أستراليا وغرب المحيط الهادئ. هذا الجنس هو الوحيد المعين لفصيلة الفرخيات اللؤلؤية.

## الأنواع
الأنواع المعترف بها في جنس الفرخ اللؤلؤي:
- Glaucosoma buergeri جون ريتشاردسون (عالم), 1845 (deepsea jewfish)
- Glaucosoma hebraicum جون ريتشاردسون (عالم), 1845 (Westralian jewfish)
- Glaucosoma magnificum (J. D. Ogilby, 1915) (threadfin pearl-perch)
- Glaucosoma scapulare E. P. Ramsay, 1881 (pearl perch)